# Чемпионат СССР по хоккею с шайбой 1946/1947
Первое первенство СССР по канадскому хоккею было разыграно с 22 декабря 1946 года по 26 января 1947 года.
Чемпионат включал два этапа: предварительные игры в трёх подгруппах, каждая из которых состояла из четырёх команд, а также финальный турнир. Победителями подгрупп стали клубы ЦДКА, московские «Динамо» и «Спартак», которые тем самым и составили финальную группу, разыгравшую призовые места. Игры проводились на естественном льду.
Наивысшего накала чемпионат достиг в дни финальных игр на стадионе «Динамо» в Москве. В первом круге главного финала армейцы победили обоих соперников и набрали 4 очка, а спартаковцы — 2. Хозяева льда — динамовцы — обе встречи проиграли. Однако второй круг принёс две победы динамовцам, а ЦДКА оба матча проиграл. У всех трёх команд стало по 4 очка, и для выявления первого чемпиона СССР пришлось считать забитые и пропущенные шайбы. Победителем стало московское «Динамо».
Турнир за 4—7 места, который проводился на том же стадионе и в котором встречались 4 команды, закончился победой рижского «Динамо».

## Подготовка к чемпионату
Первоначальные список участников и календарь проведения турнира был утверждён комитетом по физической культуре и спорту 17 октября 1946 года. В чемпионате должны были участвовать 3 команды, представлявшие Москву, 2 — Ленинград, 2 — РСФСР, и по одной команде от Латвийской, Эстонской, Литовской, Украинской и Белорусской республик. Начать турнир планировалось 15 декабря 1946 года, закончить — 26 января 1947 года.
В начале декабря в Москве были организованы семинары по канадскому хоккею, которые провели представители Латвии — тренер Эдгарс Клавс (участник довоенных чемпионатов мира), а также судья Александр Рехтшпрехерс. В них участвовали тренеры «Динамо», «Буревестника», «Метро», «Энергии» и другие тренеры и судьи Москвы и московской области. Кроме того, семинары были организованы также и в Ленинграде.
Уровень готовности к чемпионату у участников различался. Опытные прибалтийские команды не имели проблем с экипировкой, а проблемы с подготовкой игроков были только у таллинцев ввиду тёплой погоды. Московские команды получили инвентарь заранее, а с 9 декабря начали проводить товарищеские встречи (в первом товарищеском матче «Спартак» обыграл «Динамо» со счётом 9-1). В отличие от них, команда из Свердловска получила форму, клюшки и шайбы только в день отъезда на игры в Москву, и тогда же провела единственную тренировку перед своей первой игрой. Повсеместной проблемой были низкие бортики на площадках.
Не обошлось без организационных проблем и по ходу турнира — команда ленинградских армейцев не нашла средств на поездку в Свердловск, а представители Литвы не приехали на игру в Архангельск из-за ошибочной информации о переносе дней проведения матчей второго круга. Отмечалось плохая организация матча в Киеве между ужгородским «Спартаком» и «Водником» — от проблем с размещением прибывших команд до наличия снега на катке. Сыграла свою роль и погода. Из-за невозможности заливки катка, матч московского «Спартака» в Таллине был организован на льду пруда. В связи с неудовлетворительной подготовкой к чемпионату начало турнира было перенесено на неделю.

### Участники чемпионата
Практически все участники (за исключением прибалтийских команд, игроки которых уже имели опыт участия в чемпионатах республик по канадскому хоккею) были укомплектованы игроками в хоккей с мячом и футбол, а также спортсменами других видов спорта.

#### Москва
Москву представили одни из сильнейших спортивных обществ города — ЦДКА, «Динамо» и «Спартак».

#### Ленинград
Представлять Ленинград в первом чемпионате страны поручили «динамовцам» и команде Дома офицеров имени С. М. Кирова.

#### РСФСР
Одной из команд, официально участвовавших в чемпионате, стал архангельский «Водник». Однако в архангельской прессе утверждалось о комплектовании команды игроками местных обществ «Водник», «Динамо» и «Спартак». Таким образом, фактически в чемпионате играла сборная Архангельска.
Вторым участником от РСФСР стала команда Уральского военного округа

#### Латвия
Латвийскую ССР представлял чемпион Латвии предыдущего сезона — команда «Динамо» Рига, усиленная двумя игроками команды Латвийского государственного университета.

#### Эстония
Ещё за несколько дней до начала чемпионата было не ясно кто будет представлять Эстонскую ССР: были варианты «Динамо» Таллин — действующий чемпион Эстонии, «Спартак» Таллин, и даже общая команда «Калева» и «Динамо». Местная пресса называла команду не иначе, как сборная Эстонской ССР. С началом игр официальное представительство было закреплено за командой «Динамо», игроки которой составляли большинство. Кроме того, в играх участвовали 3 игрока из команд «Динамо» Тарту, «Динамо» Вильянди и «Спартака».

#### Литва
Литовскую ССР должен был представлять победитель последнего чемпионата Литвы — команда «Динамо» Каунас. Однако по различным причинам (в том числе переход нескольких игроков в «Спартак»), руководство литовского хоккея решило выставить на турнир объединённую команду Каунаса, состоящую из игроков «Динамо» и «Спартака». Это вызвало путаницу: в литовской прессе использовали название «команда Каунаса» или «сборная Литовской ССР», в остальной — «Динамо». К финальным играм название «команда г. Каунас» или «сборная Каунаса» стало общепринятым.

#### Украина
Представитель УССР стал известен только накануне начала чемпионата. Им стала команда «Спартак» Ужгород.

#### Белоруссия
Спортивное руководство БССР так и не смогло подготовить команду для участия в турнире. В результате вакантное место заняла ещё одна московская команда — ВВС МВО.

## Результаты чемпионата

### Первый этап
Матчи предварительного этапа прошли в трёх подгруппах с 22 декабря 1946 года по 6 января 1947 года.

#### Подгруппа А
Матчи состоялись 22 (в Москве и Ленинграде), 29 (в Москве) декабря, 5 (в Свердловске) и 6 (в Москве) января. Матч в 29 декабря в Свердловске не состоялся в связи с неявкой гостей (ДО Ленинград).
| М | Команда          | 1   | 2   | 3   | 4   | И | В | Н | П | Ш    | О |
| - | ---------------- | --- | --- | --- | --- | - | - | - | - | ---- | - |
| 1 | ЦДКА (Москва)    | -   | 5:3 | 5:1 | 1:1 | 3 | 2 | 1 | 0 | 11-5 | 5 |
| 2 | ВВС МВО (Москва) | 3:5 | -   | 7:0 | 7:3 | 3 | 2 | 0 | 1 | 17-8 | 4 |
| 3 | ДО Свердловск    | 1:5 | 0:7 | -   | +:- | 3 | 1 | 0 | 2 | 1-12 | 2 |
| 4 | ДО Ленинград     | 1:1 | 3:7 | -:+ | -   | 3 | 0 | 1 | 2 | 4-8  | 1 |

| 22.12.1946 13:00 | ЦДКА (Москва) | 5:1 (0:0, 4:1, 1:0) | ДО Свердловск | Стадион «Динамо», Москва Зрителей: 4000 |

| Отчёт                                                   | Отчёт                   | Отчёт     | Отчёт | Отчёт                   |
| ------------------------------------------------------- | ----------------------- | --------- | ----- | ----------------------- |
|                                                         |                         |           |       |                         |
|                                                         | Дмитрий Петров          | Вратари   |       | Судья: С.Савин (Москва) |
|                                                         | Голы:                   |           |       | Судья: С.Савин (Москва) |
| Л.Степанов В.Веневцев П.Коротков В.Меньшиков Л.Степанов | 1:0 2:0 3:0 3:1 4:1 5:1 | Г.Логинов |       | Судья: С.Савин (Москва) |
|                                                         |                         |           |       | Судья: С.Савин (Москва) |
|                                                         |                         |           |       | Судья: С.Савин (Москва) |
|                                                         |                         |           |       | Судья: С.Савин (Москва) |
|                                                         |                         |           |       | Судья: С.Савин (Москва) |
|                                                         |                         |           |       |                         |

| 22.12.1946 13:00 | ДО Ленинград | 3:7 (0:3, 2:3, 1:1) | ВВС МВО (Москва) | Стадион «Динамо», Ленинград Зрителей: 1000 |

| Отчёт                            | Отчёт                                   | Отчёт                                                  | Отчёт             | Отчёт                     |
| -------------------------------- | --------------------------------------- | ------------------------------------------------------ | ----------------- | ------------------------- |
|                                  |                                         |                                                        |                   |                           |
|                                  | ?                                       | Вратари                                                | Евгений Ф.Воронин | Судья: А.Нейдритис (Рига) |
|                                  | Голы:                                   |                                                        |                   | Судья: А.Нейдритис (Рига) |
| Г.Дмитриев Н.Михайлуца П.Хабаров | 0:1 0:2 0:3 1:3 2:3 2:4 2:5 2:6 2:7 3:7 | А.Тарасов А.Афонькин А.Тарасов Е.Н.Воронин А.Стриганов |                   | Судья: А.Нейдритис (Рига) |
|                                  |                                         |                                                        |                   | Судья: А.Нейдритис (Рига) |
|                                  |                                         |                                                        |                   | Судья: А.Нейдритис (Рига) |
|                                  |                                         |                                                        |                   | Судья: А.Нейдритис (Рига) |
|                                  |                                         |                                                        |                   | Судья: А.Нейдритис (Рига) |
|                                  |                                         |                                                        |                   |                           |

| 29.12.1946 13:00 | ВВС МВО (Москва) | 3:5 (1:3, 2:1, 0:1) | ЦДКА (Москва) | Стадион «Динамо», Москва |

| Отчёт | Отчёт            | Отчёт                              | Отчёт | Отчёт                      |
| ----- | ---------------- | ---------------------------------- | ----- | -------------------------- |
|       |                  |                                    |       |                            |
|       | Леонид Коваленко | Вратари                            |       | Судья: М.Дмитриев (Москва) |
|       | Голы:            |                                    |       | Судья: М.Дмитриев (Москва) |
| ?     | -                | В.Бобров (3), Е.Бабич, В.Меньшиков |       | Судья: М.Дмитриев (Москва) |
|       |                  |                                    |       | Судья: М.Дмитриев (Москва) |
|       |                  |                                    |       | Судья: М.Дмитриев (Москва) |
|       |                  |                                    |       | Судья: М.Дмитриев (Москва) |
|       |                  |                                    |       | Судья: М.Дмитриев (Москва) |
|       |                  |                                    |       |                            |

| 29.12.1946 | ДО Свердловск | +:- | ДО Ленинград | Стадион «Динамо», Свердловск |

| Отчёт | Отчёт | Отчёт | Отчёт | Отчёт                     |
| ----- | ----- | ----- | ----- | ------------------------- |
|       |       |       |       |                           |
|       |       |       |       | Судья: П.Белянин (Москва) |
|       |       |       |       |                           |
|       |       |       |       |                           |
|       |       |       |       |                           |
|       |       |       |       |                           |
|       |       |       |       |                           |
|       |       |       |       |                           |
|       |       |       |       |                           |

| 05.01.1947 | ДО Свердловск | 0:7 | ВВС МВО (Москва) | Стадион «Динамо», Свердловск Зрителей: 2000 |

| Отчёт | Отчёт | Отчёт                                     | Отчёт | Отчёт                       |
| ----- | ----- | ----------------------------------------- | ----- | --------------------------- |
|       |       |                                           |       |                             |
|       |       |                                           |       | Судья: Н.Ничичейко (Москва) |
|       | Голы: |                                           |       |                             |
|       | -     | А.Моисеев (3), А.Тарасов (3), А.Стриганов |       |                             |
|       |       |                                           |       |                             |
|       |       |                                           |       |                             |
|       |       |                                           |       |                             |
|       |       |                                           |       |                             |
|       |       |                                           |       |                             |

| 06.01.1947 13:00 | ЦДКА (Москва) | 1:1 (0:0, 0:1, 1:0) | ДО Ленинград | Стадион «Динамо», Москва |

| Отчёт          | Отчёт   | Отчёт       | Отчёт | Отчёт                  |
| -------------- | ------- | ----------- | ----- | ---------------------- |
|                |         |             |       |                        |
|                |         |             |       | Судья: О.Кони (Таллин) |
|                | Голы:   |             |       |                        |
| П.Коротков 43' | 0:1 1:1 | Н.Михайлуца |       |                        |
|                |         |             |       |                        |
|                |         |             |       |                        |
|                |         |             |       |                        |
|                |         |             |       |                        |
|                |         |             |       |                        |

#### Подгруппа Б
Матчи состоялись 22 (в Риге и Москве), 29 (в Таллине и Ленинграде) декабря, 5 (в Ленинграде) и 6 (в Москве) января.
| М | Команда            | 1   | 2   | 3   | 4   | И | В | Н | П | Ш    | О | КГ   |
| - | ------------------ | --- | --- | --- | --- | - | - | - | - | ---- | - | ---- |
| 1 | «Спартак» Москва   | -   | 6:4 | 7:3 | 6:1 | 3 | 3 | 0 | 0 | 19-8 | 6 | -    |
| 2 | «Динамо» Рига      | 4:6 | -   | 5:1 | 4:2 | 3 | 2 | 0 | 1 | 13-9 | 4 | -    |
| 3 | «Динамо» Таллин    | 3:7 | 1:5 | -   | 2:2 | 3 | 0 | 1 | 2 | 6-14 | 1 | 0,43 |
| 4 | «Динамо» Ленинград | 1:6 | 2:4 | 2:2 | -   | 3 | 0 | 1 | 2 | 5-12 | 1 | 0,42 |

| 22.12.1946 12:00 | «Динамо» Рига | 5:1 (0:0, 2:0, 3:1) | «Динамо» Таллин | Стадион «Динамо», Рига Зрителей: 2000 |

| Отчёт                                                                                          | Отчёт                   | Отчёт     | Отчёт     | Отчёт                    |
| ---------------------------------------------------------------------------------------------- | ----------------------- | --------- | --------- | ------------------------ |
|                                                                                                |                         |           |           |                          |
|                                                                                                | Роберт Лапайнис         | Вратари   | Карл Лиив | Судья: С.Климас (Каунас) |
|                                                                                                | Голы:                   |           |           | Судья: С.Климас (Каунас) |
| Р.Шульманис (А.Петерсонс) 17' Х.Витолиньш 18' Р.Шульманис (А.Петерсонс) Л.Зилпаушс Р.Шульманис | 1:0 2:0 3:0 4:0 5:0 5:1 | Л.Ряммаль |           | Судья: С.Климас (Каунас) |
|                                                                                                |                         |           |           | Судья: С.Климас (Каунас) |
|                                                                                                |                         |           |           | Судья: С.Климас (Каунас) |
|                                                                                                |                         |           |           | Судья: С.Климас (Каунас) |
|                                                                                                |                         |           |           | Судья: С.Климас (Каунас) |
|                                                                                                |                         |           |           |                          |

| 22.12.1946 14:30 | «Спартак» Москва | 6:1 (2:0, 1:0, 3:1) | «Динамо» Ленинград | Стадион «Динамо», Москва Зрителей: 5000 |

| Отчёт                                                                                            | Отчёт                       | Отчёт     | Отчёт         | Отчёт                      |
| ------------------------------------------------------------------------------------------------ | --------------------------- | --------- | ------------- | -------------------------- |
|                                                                                                  |                             |           |               |                            |
|                                                                                                  | Глеб Белянчиков             | Вратари   | Павел Забелин | Судья: В.Вашкелис (Каунас) |
|                                                                                                  | Голы:                       |           |               | Судья: В.Вашкелис (Каунас) |
| З.Зикмунд (А.Сеглин) И.Новиков (З.Зикмунд) З.Зикмунд И.Новиков (З.Зикмунд) И.Новиков (З.Зикмунд) | 1:0 2:0 3:0 4:0 5:0 6:0 6:1 | Д.Фёдоров |               | Судья: В.Вашкелис (Каунас) |
|                                                                                                  |                             |           |               | Судья: В.Вашкелис (Каунас) |
|                                                                                                  |                             |           |               | Судья: В.Вашкелис (Каунас) |
|                                                                                                  |                             |           |               | Судья: В.Вашкелис (Каунас) |
|                                                                                                  |                             |           |               | Судья: В.Вашкелис (Каунас) |
|                                                                                                  |                             |           |               |                            |

| 29.12.1946 12:00 | «Динамо» Таллин | 3:7 (0:2, 1:3, 2:2) | «Спартак» Москва | Парк Кадриорга, Таллин Зрителей: 1500 |

| Отчёт                                                                                   | Отчёт                                                                                   | Отчёт | Отчёт                                                   | Отчёт                                                   |  |
| --------------------------------------------------------------------------------------- | --------------------------------------------------------------------------------------- | --- | ------------------------------------------------------- | ------------------------------------------------------- |  |
|                                                                                         |                                                                                         | |                                                         |                                                         |  |
|                                                                                         | Карл Лиив                                                                               | Вратари | Глеб Белянчиков                                         | Судья: А.Зябликов (Ленинград)                           |  |
|                                                                                         | Голы:                                                                                   | |                                                         | Судья: А.Зябликов (Ленинград)                           |  |
| Э.Крее (Л.Ряммаль) 24' Л.Ряммаль 39' Л.Ряммаль 40'                                      | 0:1 0:2 0:3 0:4 1:4 1:5 1:6 2:6 3:6 3:7                                                 | 9' И.Новиков 14' З.Зикмунд (бол.) 22' З.Зикмунд (И.Новиков) (бол.) 23' И.Новиков 27' И.Новиков 32' З.Зикмунд 44' З.Зикмунд |                                                         | Судья: А.Зябликов (Ленинград)                           |  |
|                                                                                         |                                                                                         | |                                                         | Судья: А.Зябликов (Ленинград)                           |  |
|                                                                                         |                                                                                         | |                                                         | Судья: А.Зябликов (Ленинград)                           |  |
|                                                                                         |                                                                                         | |                                                         | Судья: А.Зябликов (Ленинград)                           |  |
|                                                                                         |                                                                                         | |                                                         | Судья: А.Зябликов (Ленинград)                           |  |
|                                                                                         |                                                                                         | |                                                         |                                                         |  |
|                                                                                         |                                                                                         | |                                                         |                                                         |  |
|                                                                                         | Эльмар Саар                                                                             | Тренер | Александр Игумнов                                       |                                                         |  |
| Э.Юргенс – О.Ряммаль, Э.Крее – Л.Ряммаль – Э.Ильвес , К.-Р.Силлак – Х.Сахрис – Х.Рюндва | Э.Юргенс – О.Ряммаль, Э.Крее – Л.Ряммаль – Э.Ильвес , К.-Р.Силлак – Х.Сахрис – Х.Рюндва | Состав | В.Соколов – Н.Морозов, И.Новиков – З.Зикмунд – А.Сеглин | В.Соколов – Н.Морозов, И.Новиков – З.Зикмунд – А.Сеглин |  |

| 29.12.1946 14:00 | «Динамо» Ленинград | 2:4 (1:2, 0:1, 1:1) | «Динамо» Рига | Стадион «Динамо», Ленинград |

| Отчёт                                                      | Отчёт                                                      | Отчёт   | Отчёт           | Отчёт                     |  |
| ---------------------------------------------------------- | ---------------------------------------------------------- | ------- | --------------- | ------------------------- |  |
|                                                            |                                                            |         |                 |                           |  |
|                                                            | Павел Забелин                                              | Вратари | Роберт Лапайнис | Судья: А.Балашов (Москва) |  |
|                                                            |                                                            |         |                 | Судья: А.Балашов (Москва) |  |
| Д.Фёдоров, А.Викторов                                      |                                                            | ?       |                 | Судья: А.Балашов (Москва) |  |
|                                                            |                                                            |         |                 | Судья: А.Балашов (Москва) |  |
|                                                            |                                                            |         |                 | Судья: А.Балашов (Москва) |  |
|                                                            |                                                            |         |                 | Судья: А.Балашов (Москва) |  |
|                                                            |                                                            |         |                 | Судья: А.Балашов (Москва) |  |
|                                                            |                                                            |         |                 |                           |  |
|                                                            |                                                            |         |                 |                           |  |
|                                                            | Валентин Фёдоров                                           | Тренер  | Янис Добелис    |                           |  |
| А.Викторов, О.Ошенков, Вал.Фёдоров, Вик.Фёдоров, Д.Фёдоров | А.Викторов, О.Ошенков, Вал.Фёдоров, Вик.Фёдоров, Д.Фёдоров | Состав  |                 |                           |  |

| 05.01.1947 | «Динамо» Ленинград | 2:2 (1:0, 1:2, 0:0) | «Динамо» Таллин | Стадион «Динамо», Ленинград Зрителей: 2000 |

| Отчёт                                 | Отчёт            | Отчёт                 | Отчёт                                                          | Отчёт                                                          |  |
| ------------------------------------- | ---------------- | --------------------- | -------------------------------------------------------------- | -------------------------------------------------------------- |  |
|                                       |                  |                       |                                                                |                                                                |  |
|                                       | Павел Забелин    | Вратари               | Карл Лиив                                                      | Судья: Н.Кауров (Москва)                                       |  |
|                                       | Голы:            |                       |                                                                | Судья: Н.Кауров (Москва)                                       |  |
| Д.Фёдоров (Вик.Фёдоров) 12' Д.Фёдоров | 1:0 1:1 2:1 2:2  | Л.Ряммаль К.-Р.Силлак |                                                                | Судья: Н.Кауров (Москва)                                       |  |
|                                       |                  |                       |                                                                | Судья: Н.Кауров (Москва)                                       |  |
|                                       |                  |                       |                                                                | Судья: Н.Кауров (Москва)                                       |  |
|                                       |                  |                       |                                                                | Судья: Н.Кауров (Москва)                                       |  |
|                                       |                  |                       |                                                                | Судья: Н.Кауров (Москва)                                       |  |
|                                       |                  |                       |                                                                |                                                                |  |
|                                       |                  |                       |                                                                |                                                                |  |
|                                       | Валентин Фёдоров | Тренер                | Эльмар Саар                                                    |                                                                |  |
| ?                                     | ?                | Состав                | Э.Саар – О.Ряммаль, Э.Крее – Л.Ряммаль – К.-Р.Силлак, Х.Рюндва | Э.Саар – О.Ряммаль, Э.Крее – Л.Ряммаль – К.-Р.Силлак, Х.Рюндва |  |

| 06.01.1947 14:30 | «Спартак» Москва | 6:4 (3:2, 1:2, 2:0) | «Динамо» Рига | Стадион «Динамо», Москва Зрителей: 5000 |

| Отчёт                                     | Отчёт                                   | Отчёт                                                                | Отчёт           | Отчёт                                            |
| ----------------------------------------- | --------------------------------------- | -------------------------------------------------------------------- | --------------- | ------------------------------------------------ |
|                                           |                                         |                                                                      |                 |                                                  |
|                                           | Глеб Белянчиков                         | Вратари                                                              | Роберт Лапайнис | Судьи: А.Зябликов (Ленинград) И.Широков (Москва) |
|                                           | Голы:                                   |                                                                      |                 | Судьи: А.Зябликов (Ленинград) И.Широков (Москва) |
| И.Новиков 1' З.Зикмунд А.Сеглин З.Зикмунд | 1:0 1:1 2:1 3:1 3:2 4:2 4:3 4:4 5:4 6:4 | А.Петерсонс 14' Р.Пакалнс 18' Э.Баурис (бол.) 19' Р.Шульманис (бол.) |                 | Судьи: А.Зябликов (Ленинград) И.Широков (Москва) |
|                                           |                                         |                                                                      |                 | Судьи: А.Зябликов (Ленинград) И.Широков (Москва) |
|                                           |                                         |                                                                      |                 | Судьи: А.Зябликов (Ленинград) И.Широков (Москва) |
|                                           |                                         |                                                                      |                 | Судьи: А.Зябликов (Ленинград) И.Широков (Москва) |
|                                           |                                         |                                                                      |                 | Судьи: А.Зябликов (Ленинград) И.Широков (Москва) |
|                                           |                                         |                                                                      |                 |                                                  |

#### Подгруппа В
Матчи состоялись 22 (в Архангельске и Каунасе), 30 (в Москве) декабря и 5 (в Москве и Киеве) января. Матч в 29 декабря в Архангельске не состоялся в связи с неявкой гостей (команда Каунаса).
| М | Команда                | 1    | 2   | 3    | 4    | И | В | Н | П | Ш    | О |
| - | ---------------------- | ---- | --- | ---- | ---- | - | - | - | - | ---- | - |
| 1 | «Динамо» Москва        | -    | 5:1 | 5:1  | 23:0 | 3 | 3 | 0 | 0 | 33-2 | 6 |
| 2 | «Водник» Архангельск   | 1:5  | -   | +:-  | 9:3  | 3 | 2 | 0 | 1 | 10-8 | 4 |
| 3 | Команда города Каунаса | 1:5  | -:+ | -    | 12:1 | 3 | 1 | 0 | 2 | 13-6 | 2 |
| 4 | «Спартак» Ужгород      | 0:23 | 3:9 | 1:12 | -    | 3 | 0 | 0 | 3 | 4-44 | 0 |

| 22.12.1946 13:00 | «Водник» Архангельск | 1:5 (1:1, 0:1, 0:3) | «Динамо» Москва | Стадион «Динамо», Архангельск |

| Отчёт     | Отчёт                  | Отчёт                                | Отчёт          | Отчёт                     |
| --------- | ---------------------- | ------------------------------------ | -------------- | ------------------------- |
|           |                        |                                      |                |                           |
|           | Иван Иванов            | Вратари                              | Михаил Ухмылов | Судья: И.Широков (Москва) |
|           | Голы:                  |                                      |                | Судья: И.Широков (Москва) |
| И.Куликов | 0:1 :1 1:2 1:3 1:4 1:5 | 7' А.Чернышёв Н.Медведев Н.Поставнин |                | Судья: И.Широков (Москва) |
|           |                        |                                      |                | Судья: И.Широков (Москва) |
|           |                        |                                      |                | Судья: И.Широков (Москва) |
|           |                        |                                      |                | Судья: И.Широков (Москва) |
|           |                        |                                      |                | Судья: И.Широков (Москва) |
|           |                        |                                      |                |                           |

| 22.12.1946 15:00 | Команда города Каунаса | 12:1 (2:1, 6:0, 4:0) | «Спартак» Ужгород | Каунас Зрителей: 3000 |

| Отчёт | Отчёт                                                  | Отчёт      | Отчёт   | Отчёт                    |
| --- | ------------------------------------------------------ | ---------- | ------- | ------------------------ |
| |                                                        |            |         |                          |
| | М. Багдонавичюс                                        | Вратари    | И. Пфау | Судья: Х.Саарне (Таллин) |
| | Голы:                                                  |            |         | Судья: Х.Саарне (Таллин) |
| В.Данилявичюс 2' З.Ганусаускас 12' В.Илгунас 17' Ю.Пимпис З.Ганусаускас 26' Ю.Пимпис С.Микалаускас 38' Ю.Астраускас 41' З.Ганусаускас Ю.Пимпис | 1:0 1:1 2:1 3:1 4:1 5:1 6:1 7:1 8:1 9:1 10:1 11:1 12:1 | Р.Мартинек |         | Судья: Х.Саарне (Таллин) |
| |                                                        |            |         | Судья: Х.Саарне (Таллин) |
| |                                                        |            |         | Судья: Х.Саарне (Таллин) |
| |                                                        |            |         | Судья: Х.Саарне (Таллин) |
| |                                                        |            |         | Судья: Х.Саарне (Таллин) |
| |                                                        |            |         |                          |

| 29.12.1946 | «Водник» Архангельск | +:- | Команда города Каунаса | Стадион «Динамо», Архангельск |

| Отчёт | Отчёт | Отчёт | Отчёт | Отчёт |
| ----- | ----- | ----- | ----- | ----- |
|       |       |       |       |       |
|       |       |       |       |       |
|       |       |       |       |       |
|       |       |       |       |       |
|       |       |       |       |       |
|       |       |       |       |       |
|       |       |       |       |       |
|       |       |       |       |       |
|       |       |       |       |       |

| 30.12.1946 14:00 | «Динамо» Москва | 23:0 (8:0, 6:0, 9:0) | «Спартак» Ужгород | Стадион «Динамо», Москва |

| Отчёт | Отчёт          | Отчёт   | Отчёт | Отчёт                      |
| --- | -------------- | ------- | ----- | -------------------------- |
| |                |         |       |                            |
| | Михаил Ухмылов | Вратари |       | Судья: П.Попов (Ленинград) |
| | Голы:          |         |       | Судья: П.Попов (Ленинград) |
| В.Блинков – 5, Н.Поставнин – 5, Н.Медведев – 4, В.Трофимов – 3, Б.Бочарников – 2, А.Чернышёв – 2, О.Толмачёв, М.Якушин | -              |         |       | Судья: П.Попов (Ленинград) |
| |                |         |       | Судья: П.Попов (Ленинград) |
| |                |         |       | Судья: П.Попов (Ленинград) |
| |                |         |       | Судья: П.Попов (Ленинград) |
| |                |         |       | Судья: П.Попов (Ленинград) |
| |                |         |       |                            |

| 05.01.1947 12:00 | «Динамо» Москва | 5:0 (1:1, 1:0, 3:0) | Команда города Каунаса | Стадион «Динамо», Москва Зрителей: 3000 |

| Отчёт                                      | Отчёт                   | Отчёт         | Отчёт          | Отчёт                                        |
| ------------------------------------------ | ----------------------- | ------------- | -------------- | -------------------------------------------- |
|                                            |                         |               |                |                                              |
|                                            | Михаил Степанов         | Вратари       | Ю.Григалаускас | Судьи: А.Рехтшпрехер (Рига) С.Савин (Москва) |
|                                            | Голы:                   |               |                | Судьи: А.Рехтшпрехер (Рига) С.Савин (Москва) |
| В.Блинков Н.Поставнин В.Блинков В.Трофимов | 1:0 1:1 2:1 3:1 4:1 5:1 | В. Бурсявичюс |                | Судьи: А.Рехтшпрехер (Рига) С.Савин (Москва) |
|                                            |                         |               |                | Судьи: А.Рехтшпрехер (Рига) С.Савин (Москва) |
|                                            |                         |               |                | Судьи: А.Рехтшпрехер (Рига) С.Савин (Москва) |
|                                            |                         |               |                | Судьи: А.Рехтшпрехер (Рига) С.Савин (Москва) |
|                                            |                         |               |                | Судьи: А.Рехтшпрехер (Рига) С.Савин (Москва) |
|                                            |                         |               |                |                                              |

| 05.01.1947 | «Спартак» Ужгород | 3:9 (1:5, 1:3, 1:1) | «Водник» Архангельск | Стадион им. Хрущёва, Киев Зрителей: 1000 |

| Отчёт                   | Отчёт | Отчёт                                      | Отчёт       | Отчёт                     |
| ----------------------- | ----- | ------------------------------------------ | ----------- | ------------------------- |
|                         |       |                                            |             |                           |
|                         | ?     | Вратари                                    | Иван Иванов | Судья: В.Донской (Москва) |
|                         | Голы: |                                            |             | Судья: В.Донской (Москва) |
| Э.Ковач (2), Р.Мартинек | -     | И.Куликов (3), Н.Ядовин (3), Д.Яковлев (3) |             | Судья: В.Донской (Москва) |
|                         |       |                                            |             | Судья: В.Донской (Москва) |
|                         |       |                                            |             | Судья: В.Донской (Москва) |
|                         |       |                                            |             | Судья: В.Донской (Москва) |
|                         |       |                                            |             | Судья: В.Донской (Москва) |
|                         |       |                                            |             |                           |

### Финал
Матчи финального этапа прошли с 20 по 26 января 1947 года на стадионе «Динамо» в Москве.

#### За 1—3 места
Победители подгрупп в Москве в двухкруговом турнире разыграли медали чемпионата. Так как каждая команда по два раза выиграла и проиграла, чемпион определился по соотношению забитых и пропущенных шайб.
| М | Команда          | 1       | 2       | 3       | И | В | Н | П | Ш    | О | КГ   |
| - | ---------------- | ------- | ------- | ------- | - | - | - | - | ---- | - | ---- |
|   | «Динамо» Москва  | -       | 2:3 2:1 | 0:1 6:1 | 4 | 2 | 0 | 2 | 10-6 | 4 | 1,67 |
|   | ЦДКА             | 3:2 1:2 | -       | 1:0 0:2 | 4 | 2 | 0 | 2 | 5-6  | 4 | 0,83 |
|   | «Спартак» Москва | 1:0 1:6 | 0:1 2:0 | -       | 4 | 2 | 0 | 2 | 4-7  | 4 | 0,57 |

| 20.01.1947 14:30 | «Спартак» Москва | 1:0 (1:0, 0:0, 0:0) | «Динамо» Москва | Стадион «Динамо», Москва Зрителей: 5000 |

| Отчёт     | Отчёт              | Отчёт   | Отчёт           | Отчёт                                       |
| --------- | ------------------ | ------- | --------------- | ------------------------------------------- |
|           |                    |         |                 |                                             |
|           | Валентин Гранаткин | Вратари | Михаил Степанов | Судьи: М.Дмитриев (Москва) С.Савин (Москва) |
|           | Голы:              |         |                 | Судьи: М.Дмитриев (Москва) С.Савин (Москва) |
| И.Новиков | 1:0                |         |                 | Судьи: М.Дмитриев (Москва) С.Савин (Москва) |
|           |                    |         |                 | Судьи: М.Дмитриев (Москва) С.Савин (Москва) |
|           |                    |         |                 | Судьи: М.Дмитриев (Москва) С.Савин (Москва) |
|           |                    |         |                 | Судьи: М.Дмитриев (Москва) С.Савин (Москва) |
|           |                    |         |                 | Судьи: М.Дмитриев (Москва) С.Савин (Москва) |
|           |                    |         |                 |                                             |

| 21.01.1947 14:30 | ЦДКА (Москва) | 1:0 (0:0, 1:0, 0:0) | «Спартак» Москва | Стадион «Динамо», Москва Зрителей: 5000 |

| Отчёт   | Отчёт          | Отчёт   | Отчёт              | Отчёт                                        |
| ------- | -------------- | ------- | ------------------ | -------------------------------------------- |
|         |                |         |                    |                                              |
|         | Дмитрий Петров | Вратари | Валентин Гранаткин | Судьи: Э.Клавс (Рига) А.Зябликов (Ленинград) |
|         | Голы:          |         |                    | Судьи: Э.Клавс (Рига) А.Зябликов (Ленинград) |
| Е.Бабич | 1:0            |         |                    | Судьи: Э.Клавс (Рига) А.Зябликов (Ленинград) |
|         |                |         |                    | Судьи: Э.Клавс (Рига) А.Зябликов (Ленинград) |
|         |                |         |                    | Судьи: Э.Клавс (Рига) А.Зябликов (Ленинград) |
|         |                |         |                    | Судьи: Э.Клавс (Рига) А.Зябликов (Ленинград) |
|         |                |         |                    | Судьи: Э.Клавс (Рига) А.Зябликов (Ленинград) |
|         |                |         |                    |                                              |

| 23.01.1947 14:30 | ЦДКА (Москва) | 3:2 (0:1, 3:1, 0:0) | «Динамо» Москва | Стадион «Динамо», Москва Зрителей: 5000 |

| Отчёт                                   | Отчёт              | Отчёт                                      | Отчёт           | Отчёт                                      |
| --------------------------------------- | ------------------ | ------------------------------------------ | --------------- | ------------------------------------------ |
|                                         |                    |                                            |                 |                                            |
|                                         | Дмитрий Петров     | Вратари                                    | Михаил Степанов | Судьи: С.Савин (Москва) И.Широков (Москва) |
|                                         | Голы:              |                                            |                 | Судьи: С.Савин (Москва) И.Широков (Москва) |
| А.Виноградов Е.Бабич (А.Виноградов) 25' | 0:1 :1 2:1 3:1 3:2 | 7' В.Трофимов (В.Блинков) (бол.) В.Блинков |                 | Судьи: С.Савин (Москва) И.Широков (Москва) |
|                                         |                    |                                            |                 | Судьи: С.Савин (Москва) И.Широков (Москва) |
|                                         |                    |                                            |                 | Судьи: С.Савин (Москва) И.Широков (Москва) |
|                                         |                    |                                            |                 | Судьи: С.Савин (Москва) И.Широков (Москва) |
|                                         |                    |                                            |                 | Судьи: С.Савин (Москва) И.Широков (Москва) |
|                                         |                    |                                            |                 |                                            |

| 24.01.1947 14:30 | «Динамо» Москва | 6:1 (3:1, 0:0, 3:0) | «Спартак» Москва | Стадион «Динамо», Москва Зрителей: 6000 |

| Отчёт                                                                                            | Отчёт                      | Отчёт        | Отчёт              | Отчёт                                        |
| ------------------------------------------------------------------------------------------------ | -------------------------- | ------------ | ------------------ | -------------------------------------------- |
|                                                                                                  |                            |              |                    |                                              |
|                                                                                                  | Михаил Степанов            | Вратари      | Валентин Гранаткин | Судьи: И.Широков (Москва) М.Белянин (Москва) |
|                                                                                                  | Голы:                      |              |                    | Судьи: И.Широков (Москва) М.Белянин (Москва) |
| Н.Поставнин (В.Трофимов) 8' В.Блинков 10' В.Блинков 13' В.Трофимов 35' В.Блинков 35' Н.Поставнин | 0:1 :1 2:1 3:1 4:1 5:1 6:1 | 5' З.Зикмунд |                    | Судьи: И.Широков (Москва) М.Белянин (Москва) |
|                                                                                                  |                            |              |                    | Судьи: И.Широков (Москва) М.Белянин (Москва) |
|                                                                                                  |                            |              |                    | Судьи: И.Широков (Москва) М.Белянин (Москва) |
|                                                                                                  |                            |              |                    | Судьи: И.Широков (Москва) М.Белянин (Москва) |
|                                                                                                  |                            |              |                    | Судьи: И.Широков (Москва) М.Белянин (Москва) |
|                                                                                                  |                            |              |                    |                                              |

| 25.01.1947 14:30 | «Спартак» Москва | 2:0 (1:0, 1:0, 0:0) | ЦДКА (Москва) | Стадион «Динамо», Москва Зрителей: 5000 |

| Отчёт               | Отчёт   | Отчёт   | Отчёт          | Отчёт                                       |
| ------------------- | ------- | ------- | -------------- | ------------------------------------------- |
|                     |         |         |                |                                             |
|                     | ?       | Вратари | Дмитрий Петров | Судьи: С.Савин (Москва) В.Моргунов (Москва) |
|                     | Голы:   |         |                | Судьи: С.Савин (Москва) В.Моргунов (Москва) |
| И.Новиков З.Зикмунд | 1:0 2:0 |         |                | Судьи: С.Савин (Москва) В.Моргунов (Москва) |
|                     |         |         |                | Судьи: С.Савин (Москва) В.Моргунов (Москва) |
|                     |         |         |                | Судьи: С.Савин (Москва) В.Моргунов (Москва) |
|                     |         |         |                | Судьи: С.Савин (Москва) В.Моргунов (Москва) |
|                     |         |         |                | Судьи: С.Савин (Москва) В.Моргунов (Москва) |
|                     |         |         |                |                                             |

| 26.01.1947 14:30 | «Динамо» Москва | 2:1 (0:0, 1:0, 1:1) | ЦДКА (Москва) | Стадион «Динамо», Москва Зрителей: 10 000 |

| Отчёт                     | Отчёт           | Отчёт           | Отчёт          | Отчёт                                         |
| ------------------------- | --------------- | --------------- | -------------- | --------------------------------------------- |
|                           |                 |                 |                |                                               |
|                           | Михаил Степанов | Вратари         | Дмитрий Петров | Судьи: И.Широков (Москва) М.Дмитриев (Москва) |
|                           | Голы:           |                 |                | Судьи: И.Широков (Москва) М.Дмитриев (Москва) |
| В.Блинков Н.Поставнин 39' | 1:0 2:0 2:1     | 40' В.Никаноров |                | Судьи: И.Широков (Москва) М.Дмитриев (Москва) |
|                           |                 |                 |                | Судьи: И.Широков (Москва) М.Дмитриев (Москва) |
|                           |                 |                 |                | Судьи: И.Широков (Москва) М.Дмитриев (Москва) |
|                           |                 |                 |                | Судьи: И.Широков (Москва) М.Дмитриев (Москва) |
|                           |                 |                 |                | Судьи: И.Широков (Москва) М.Дмитриев (Москва) |
|                           |                 |                 |                |                                               |

#### За 4—7 места
Изначально планировалось проведение финальных игр только среди лидеров подгрупп предварительного этапа. В ходе чемпионата было принято решение о проведении игр за 4-7 места. По утверждению латышской газеты «Циня», целью создания «утешительной» группы было определение второй тройки среди команд текущего чемпионата, которые вместе с командами первой тройки составили бы первую группу чемпионата СССР в следующем сезоне.

В играх участвовали команды, занявшие в подгруппах вторые места, а также команда города Каунаса. Турнир проводился в один круг.
| М | Команда                | 4   | 5   | 6   | 7   | И | В | Н | П | Ш    | О | КГ  |
| - | ---------------------- | --- | --- | --- | --- | - | - | - | - | ---- | - | --- |
| 4 | «Динамо» Рига          | -   | 1:1 | 4:0 | 4:1 | 3 | 2 | 1 | 0 | 9-2  | 5 | 4,5 |
| 5 | ВВС МВО                | 1:1 | -   | 8:2 | 7:2 | 3 | 2 | 1 | 0 | 16-5 | 5 | 3,2 |
| 6 | «Водник» Архангельск   | 0:4 | 2:8 | -   | 5:1 | 3 | 1 | 0 | 2 | 7-13 | 2 | -   |
| 7 | Команда города Каунаса | 1:4 | 2:7 | 1:5 | -   | 3 | 0 | 0 | 3 | 4-16 | 0 | -   |

| 20.01.1947 13:00 | Команда города Каунаса | 1:4 (0:0, 0:3, 1:1) | «Динамо» Рига | Стадион «Динамо», Москва |

| Отчёт    | Отчёт               | Отчёт                                       | Отчёт | Отчёт |
| -------- | ------------------- | ------------------------------------------- | ----- | ----- |
|          |                     |                                             |       |       |
|          | С.Скальскис         | Вратари                                     | ?     |       |
|          | Голы:               |                                             |       |       |
| Ю.Пимпис | 0:1 0:2 0:3 1:3 1:4 | Х.Витолиньш Р.Шульманис М.Петерсонс Э.Клавс |       |       |
|          |                     |                                             |       |       |
|          |                     |                                             |       |       |
|          |                     |                                             |       |       |
|          |                     |                                             |       |       |
|          |                     |                                             |       |       |

| 21.02.1947 13:00 | «Водник» Архангельск | 2:8 (0:2, ?:?, ?:?) | ВВС МВО | Стадион «Динамо», Москва |

| Отчёт | Отчёт   | Отчёт               | Отчёт | Отчёт |
| ----- | ------- | ------------------- | ----- | ----- |
|       |         |                     |       |       |
|       |         |                     |       |       |
|       | Голы:   |                     |       |       |
|       | 0:1 0:2 | А.Тарасов А.Моисеев |       |       |
|       |         |                     |       |       |
|       |         |                     |       |       |
|       |         |                     |       |       |
|       |         |                     |       |       |
|       |         |                     |       |       |

| 23.01.1947 13:00 | Команда города Каунаса | 1:5 (0:1, 1:2, 0:2) | «Водник» Архангельск | Стадион «Динамо», Москва |

| Отчёт | Отчёт | Отчёт | Отчёт | Отчёт |
| ----- | ----- | ----- | ----- | ----- |
|       |       |       |       |       |
|       |       |       |       |       |
|       |       |       |       |       |
|       |       |       |       |       |
|       |       |       |       |       |
|       |       |       |       |       |
|       |       |       |       |       |
|       |       |       |       |       |
|       |       |       |       |       |

| 24.01.1947 13:00 | «Динамо» Рига | 1:1 (1:0, 0:1, 0:0) | ВВС МВО | Стадион «Динамо», Москва |

| Отчёт   | Отчёт   | Отчёт     | Отчёт | Отчёт |
| ------- | ------- | --------- | ----- | ----- |
|         |         |           |       |       |
|         |         |           |       |       |
|         | Голы:   |           |       |       |
| Э.Клавс | 1:0 1:1 | А.Тарасов |       |       |
|         |         |           |       |       |
|         |         |           |       |       |
|         |         |           |       |       |
|         |         |           |       |       |
|         |         |           |       |       |

| 25.01.1947 13:00 | ВВС МВО | 7:2 (1:0, 2:0, 4:2) | Команда города Каунаса | Стадион «Динамо», Москва |

| Отчёт | Отчёт                               | Отчёт   | Отчёт | Отчёт |
| ----- | ----------------------------------- | ------- | ----- | ----- |
|       |                                     |         |       |       |
|       | Евгений Ф. Воронин                  | Вратари |       |       |
|       | Голы:                               |         |       |       |
|       | 1:0 2:0 3:0 4:0 5:0 6:0 7:0 7:1 7:2 |         |       |       |
|       |                                     |         |       |       |
|       |                                     |         |       |       |
|       |                                     |         |       |       |
|       |                                     |         |       |       |
|       |                                     |         |       |       |

| 26.01.1947 13:00 | «Динамо» Рига | 4:0 (1:0, 2:0, 1:0) | «Водник» Архангельск | Стадион «Динамо», Москва |

| Отчёт                     | Отчёт           | Отчёт | Отчёт | Отчёт |
| ------------------------- | --------------- | ----- | ----- | ----- |
|                           |                 |       |       |       |
|                           |                 |       |       |       |
|                           | Голы:           |       |       |       |
| Э.Клавс А.Егерс Р.Пакалнс | 1:0 2:0 3:0 4:0 |       |       |       |
|                           |                 |       |       |       |
|                           |                 |       |       |       |
|                           |                 |       |       |       |
|                           |                 |       |       |       |
|                           |                 |       |       |       |

### Лучшие бомбардиры
- Анатолий Тарасов (ВВС) — 14 шайб
- Зденек Зикмунд («Спартак» М) — 13 шайб
- Всеволод Блинков («Динамо» М) — 12 шайб

## Факты и легенды чемпионата

### Первая шайба
Автором первой шайбы, забитой в чемпионатах СССР считается Аркадий Чернышев. Игрок московкого «Динамо» забил её в Архангельске в матче против местного «Водника».

Однако точных данных о начале всех матчей первого круга и минутах, на которых были забиты голы в этих матчах, нет. На авторство первого гола претендуют каунасовец Владас Данилявичюс (в домашней игре против ужгородского «Спартака»), рижанин Роберт Шульманис (в домашней игре против таллинского «Динамо»), «лётчик» Анатолий Тарасов (в гостевой игре против ленинградских армейцев).

### Результаты матчей
Самые крупные счета были зафиксированы в матчах ужгородского «Спартака» с московским «Динамо» (0-23) и командой Каунаса (1-12). В тройку самих результативных матчей, кроме этих двух, входит ещё одна игра того же «Спартака» — с архангельским «Водником» (3-9).

Наименее результативными матчами стали игры московского «Спартака» в финальной группе с ЦДКА и «Динамо», 0-1 и 1-0 соответственно.

Наиболее результативной командой стало московское «Динамо» — 43 шайбы.

Самым результативным игроком чемпионата признан Анатолий Тарасов, хотя протоколы матчей команды ВВС не всегда содержат авторов шайб. Самым результативным игроком из команд финальной тройки стал Зденек Зикмунд.

### Бобров
Всеволод Бобров летом 1946 года в матче чемпионата СССР по футболу с киевским «Динамо» получил серьёзную травму, поэтому его участие в турнире не планировалось. Тем не менее он сыграл на предварительном этапе в матче второго круга с командой ВВС, и, забив три из пяти шайб ЦДКА, внёс существенный вклад в победу над основным соперником в группе.

### Допинг
Журналист Владимир Пахомов утверждал, что перед решающей игрой с «Динамо» армейцы принимали фенамин, но матч перенесли на 2 часа и его приём возымел обратный эффект — у игроков началась «ломка». Но никаких данных о переносе финальной игры нет; кроме того, при столь позднем начале игры окончание матча и награждение проходили бы в темноте, что не подтверждается кинохроникой.

### Отношение к новому виду спорта
Для большинства участников и болельщиков новый вид хоккея уступал по значимости главному зимнему спорту — хоккею с мячом. Так, столичные команды в перерывах между матчами разыграли первенство Москвы, а команда ВВС, выиграв у свердловского ДО со счётом 7-0, сразу после матча сыграла с местным «Динамо», как написала газета «Уральский рабочий», в «обычный русский хоккей», где команды показали равную игру, закончив матч со счётом 2-2.